# John N. Gray
John N. Gray (también John Gray) (South Shields, County Durham, Reino Unido, 17 de abril de 1948) es un teórico y filósofo de la ciencia política británico. Es profesor de pensamiento europeo en la London School of Economics, y de ciencia política en la Universidad de Oxford.
Algunas de sus obras más destacadas son: Falso amanecer. Los engaños del capitalismo global (1998), Perros de paja (2002) y Misa negra. La religión apocalíptica y la muerte de la utopía (2007), que han tenido gran relevancia e influencia en el campo de la teoría política.

## Filosofía de Gray

### Perros de paja
Perros de paja (Straw Dogs: Thoughts on Humans and Other Animals) es un libro publicado en el 2002, en claro ataque al humanismo y al antropocentrismo, puntos de vista que, señala Gray, tienen su origen en la ideología religiosa. John N. Gray ve la voluntad y, por tanto, la moralidad, como una ilusión y describe a la humanidad como una especie voraz y devastadora, ocupada en aniquilar otras formas de vida mientras destruye su medio ambiente natural. Critica tanto la deriva capitalista como a aquellos a quienes denomina «fundamentalistas seculares», entre quienes incluye a Richard Dawkins (The God Delusion, publicado en español como El espejismo de Dios) y a Christopher Hitchens (God Is Not Great, en español Dios no es bueno) por la crítica que hacen a la religión.

### Misa negra. La religión apocalíptica y la muerte de la utopía
En el libro Misa negra, el autor desarrolla su crítica a la idea de progreso y de progreso social —«esa utopía nefasta y apocalíptica"», como él lo expresa— que tiene su origen en las ideas apocalípticas de los primeros cristianos, se expresa en el milenarismo de la Edad Media y, como una verdadera religión, invade de plano la Ilustración y se traslada a los proyectos totalitarios utópicos de la primera mitad del siglo XX de los ideales revolucionarios como el comunismo y el nazismo y los de finales de siglo XX y principios del XXI en los proyectos de los ideales democráticos occidentales (como la guerra contra el terror y, de manera especial, la guerra de Irak).

## Obras de John Gray
- 1983 - Mill on Liberty: A Defence (1983). ISBN 0-7100-9270-9.
- 1984 - Conceptions of Liberty in Political Philosophy, ed. con Zbigniew Pelczynski
- 1984 - Hayek on Liberty
- 1986 - Liberalism. ISBN 0-8166-1521-7
- 1989 - Liberalisms: Essays in Political Philosophy (1989). ISBN 0-415-00744-5.
- 1991 - J.S. Mill, "On Liberty": In Focus (ed. with G. W. Smith) ISBN 0-415-01001-2.
- 1993 - Beyond the New Right: Markets, Government and the Common Environment ISBN 0-415-09297-3.
- 1993 - Postliberalism: Studies in Political Thought ISBN 0-415-13553-2
- 1995 - Enlightenment's Wake: Politics and Culture at the Close of the Modern Age ISBN 0-415-16335-8
- 1995 - Isaiah Berlin. An Interpretation of his Thought ISBN 0-691-04824-X
- 1995 - Liberalism (2nd ed.) ISBN 0-8166-2801-7
- 1996 - After Social Democracy: Politics, Capitalism and the Common Life
- 1996 - Mill on Liberty: A Defence (2nd ed.)
- 1997 - Endgames: Questions in Late Modern Political Thought. ISBN 0-7456-1882-0
- 1998 - Hayek on Liberty (3rd ed.)
- 1998 - Falso amanecer. Los engaños del capitalismo global (False Dawn: The Delusions of Global Capitalism) (1998). ISBN 1-56584-592-7 Reseña de Mónica Salomón UAB disponible en: Revista electrónica de Estudios Internacionales
- 1998 - Voltaire. ISBN 0-415-92394-8
- 2000 - Two Faces of Liberalism (Las dos caras del liberalismo. Una nueva interpretación de la tolerancia liberal) ISBN 1-56584-589-7
- 2002 - Straw Dogs: Thoughts on Humans and Other Animals (Perros de paja, 2003) ISBN 1-86207-512-3
- 2003 - Al Qaeda and What it Means to be Modern (Al Qaeda y lo que significa ser moderno, 2004) ISBN 1-56584-805-5.
- 2004 - Heresies: Against Progress and Other Illusions (Contra el progreso y otras ilusiones, 2006) ISBN 1-86207-718-5.
- 2007 - Black Mass: Apocalyptic Religion and the Death of Utopia (Misa negra. La religión apocalíptica y la muerte de la utopía, 2017, Editorial Sexto Piso) ISBN 0-7139-9915-2[5]
- 2008 - Tecnología, progreso y el impacto humano sobre la Tierra ISBN 978-84-96859-38-8
- 2009 - Gray's Anatomy: Selected Writings (Anatomía de Gray. Textos escogidos, 2008), Paidós, ISBN 978-84-493-2624-0
- 2011 - The Immortalization Commission: Science and the Strange Quest to Cheat Death ISBN 978-1-84614-219-2  (La Comisión para la inmortalización: La ciencia y la extraña cruzada para burlar a la muerte, 2014, Editorial Sexto Piso)
- 2013 - The Silence of Animals: On Progress and Other Modern Myths (El silencio de los animales. Sobre el progreso y otros mitos modernos, 2013, Editorial Sexto Piso) Reseña de Jose Miguel Camacho-Castro disponible en Revista de Investigaciones Inciso
- 2015 - The Soul of the Marionette: A Short Inquiry Into Human Freedom (El alma de las marionetas: Un breve estudio sobre la libertad del ser humano, 2015, Editorial Sexto Piso)
- 2018 - Seven Types of Atheism (Siete tipos de ateísmo, 2019, Editorial Sexto Piso)
- 2020 - Feline Philosophy: Cats and the Meaning of Life (Filosofía felina. Los gatos y el sentido de la vida, 2021, Editorial Sexto Piso)[6]